# Illuminato
Illuminato voor altviool en orkest is een compositie van Erkki-Sven Tüür.
Het werk voor altviool en symfonieorkest kende een aantal opdrachtgevers. Het Symfonieorkest van Zuid-Jutland, het NDR Radiophilharmonie, het Nationaal Symfonieorkest van Estland, het Orchestre National de Lille en de Norsk Musikråd bestelden het werk. Het werk werd geschreven met beoogd solist Lars Anders Tomter. Het werd een eendelige compositie, die in vier secties is verdeeld. Het werk begint met een, volgens de componist, soundscape, een verwijzing naar een aarde die nog niet is ingericht. Hier is ook het centrale motief te horen; een grote secunde die overgaat in unisono, gevolgd door een triller. Vervolgens ontwikkelt zich een muzikale "pelgrimage naar het licht" aldus de componist. Daarbij dompelt het orkest de solist qua klank steeds verder onder tot vlak voor het slot, waar de lichtheid optreedt.
De première van het werk werd gegeven op 23 oktober 2008 in de Alsion (concertzaal) in Sønderborg, Denemarken door het Symfonieorkest van Zuid-Jutland onder leiding van Vladimir Zeva met Lars Anders Tomter. Lawrence Power nam het in 2017 op met het Tapiola Sinfonietta onder leiding van Olari Elts.
Orkestratie:
- solo altviool
- 2 dwarsfluiten, 2 hobo’s, 2 klarinetten, 2 fagotten
- 4 hoorns, 2 trompetten, 2 trombones, 1 tuba
- pauken, 3 man/vrouw percussie, 1 harp
- violen, altviolen, celli, contrabassen